# Franz Josef Breuer
Pour les articles homonymes, voir Breuer (homonymie).
Franz Josef Breuer (né le 30 janvier 1914 à Elberfeld, mort le 7 mars 1996 à Hambourg) est un compositeur et producteur allemand, membre du conseil de surveillance de la Gesellschaft für musikalische Aufführungs- und mechanische Vervielfältigungsrechte (GEMA en abrégé) (1953-1965).

## Biographie
Franz Josef Breuer est le deuxième des quatre enfants de Franz Maria Leonhard Breuer (1880–1959), fabricant de meubles en osier, et de sa femme Helene Lencke (1879–1970). La famille déménage à Cobourg, dans le nord de la Bavière, en 1923, où le père avait créé une deuxième plus grande entreprise de meubles en osier.
Franz Josef Breuer, après l'école primaire, prend des cours de violon et de piano. Suit une courte période au Gymnasium Casimirianum Cobourg puis une période de formation de sept ans à partir de 1928 comme interne du Benediktinergymnasium Ettal. À l'abbaye, Breuer perfectionne son jeu de violon et de piano et apprend en tout quatorze instruments. Il acquiert les bases de son travail ultérieur en tant qu'arrangeur pour divers orchestres. Avec un orchestre d'élèves qu'il fonde, il organise des représentations régulières dans l'hôtel voisin. Il fonde aussi une chorale et organise des concerts et des soirées théâtrales. Pendant ce temps, sa première pièce de théâtre avec musique est créée, Das Lied der Berge, l'histoire tragi-comique d'une secrétaire qui a des ennuis dans les montagnes et qui est secourue par un laitier. Lors de l'écriture d'intermèdes musicaux, Breuer démontre un talent pour l'expression écrite, de sorte que la direction de l'internat lui confie, à lui et à un camarade de classe, la responsabilité de la chronique scolaire Ettaler Mandl.
Après la fin de son internat, il entreprend des études à l'Académie de musique de Munich, dirigée par Richard Trunk, dans le but de devenir chef d'orchestre de théâtre et compositeur dans le domaine de la musique légère. Joseph Haas lui apprend à composer, Franz Knappe à diriger et Franz Dorfmüller à jouer du piano. Cependant, la conscription générale au 61e régiment d'infanterie dans la caserne Deroy de Munich empêche la fin immédiate de ses études.
Après six mois de formation de base, Breuer est accepté dans le corps musical du régiment, pour lequel il écrit des partitions en tant qu'arrangeur, dont les éditeurs de musique ont de plus en plus connaissance, de sorte que l'éditeur de musique Schott à Mayence est le premier à le signer. Une émission complète suit sur Radio München, dans laquelle seules des compositions et des arrangements de Breuer sont diffusés. La pièce Rosemarie, que Breuer a écrite avec Franz Größmann pour le 61e régiment, est particulièrement populaire.
Après avoir terminé son service militaire en 1936, il travaille comme lecteur et stagiaire pour l'éditeur de musique de Leipzig Ehler & Erdmann, avec qui Breuer avait déjà travaillé avant son limogeage. Sa formation en édition le mène finalement à un poste de directeur de publication. Arrangeur pour tous les types de publication, il est aussi le compositeur de l'éditeur.
Il y a environ 300 œuvres imprimées de la période de Leipzig. Il s'agit notamment d'arrangements pour piano, d'éditions d'accordéon, d'ensembles de musique folklorique, de partitions chorales, d'éditions d'orchestre de salon, d'arrangements d'harmonie, d'arrangements pour grand orchestre et de pièces de concert bien connues de Tchaïkovski, Verdi ou Johann Strauss.
La mobilisation générale de 1939 met définitivement fin à son travail pour la maison d'édition de Leipzig. Au cours de l'année 1941, il épouse Rosemarie Junghans (1920-2011), fille d'un directeur du tribunal régional de Leipzig, avec qui il a deux enfants. Les déploiements sur les fronts occidental et oriental, dont neuf semaines à Stalingrad, d'où il est l'un des derniers à être évacué par avion à cause de d'une maladie, se terminent finalement par sa capture par les Anglais dans la baie de Lübeck.
Fin août 1945, une délégation du Hamburger Rundfunk sélectionne un total de 32 prisonniers du grand camp anglais de Putlos près d'Oldenburg dans le Holstein pour créer la future Nordwestdeutscher Rundfunk (NWDR). Parmi eux se trouve Breuer, qui est d'abord engagé comme arrangeur pour le nouvel orchestre de divertissement Mario Traversa, pour prendre le poste de compositeur pour la nouvelle radio pour enfants quelques semaines plus tard.
Au cours des deux décennies qui suivent, il travaille avec le Grosser Rundfunkorchester, l'orchestre de danse de la NWDR et le Hafenkonzert-Orchester notamment. Breuer devient finalement le compositeur interne de la station et écrit la musique d'environ quatre cents programmes radiophoniques pour enfants, des pièces radiophoniques de William Shakespeare à Max Frisch, ainsi que des reportages radiophoniques, de la musique de film et des concerts de chorale et pour le Hamburger Hafenkonzert.
En 1949, Breuer, qui est entre-temps passé d'employé de radio à indépendant pour la NWDR, commence à travailler comme producteur de disques. Il collabore avec des maisons de disques telles que Polydor, Telefunken/Decca, Deutsche Grammophon, Philips, Elite Spezial et Austrophon. Breuer agit en union personnelle en tant que compositeur, arrangeur et directeur d'enregistrement.
Pour Polydor, qui propose à Breuer un contrat de rédacteur en chef et de directeur de production en 1951, il produit environ 2 100 titres sur une période de 15 ans. Si on ajoute les titres créés au cours de son engagement à Telefunken/Decca entre les années 1968 et 1985, ce sont plus de 6 000 titres au total. Environ 1 500 d'entre eux sont ses propres compositions et arrangements.
Breuer travaille avec une variété d'artistes au fil des ans. Parmi eux figurent les interprètes Lale Andersen, Maria Hellwig, Paul Hörbiger, Udo Jürgens, Heidi Kabel, Hildegard Knef, Chantal Mathieu, Anna Moffo, Freddy Quinn, Hermann Prey, Willy Schneider, Anneliese Rothenberger, Felicia Weathers, Günter Wewel ou Fritz Wunderlich ainsi que des chœurs tels que le chœur d'hommes de Cologne, le chœur de chambre de Munich, les Petits Chanteurs de Vienne ou le Regensburger Domspatzen.
Sa composition Bonne nuit ma chérie, interprétée par Wyn Hoop et dirigée par lui-même, remporte la quatrième place pour l'Allemagne au Concours Eurovision de la chanson 1960.
Breuer continue à avoir du succès en tant que compositeur musical. Au total, il compose environ 100 productions, certaines vont jusqu'à 80 représentations. De nombreuses comédies musicales sont créées en collaboration avec le dramaturge Heinz Wunderlich.
Mais la musique classique se retrouve aussi dans son travail. Un total de 25 compositions orchestrales plus importantes, dont Rhapsodie einer Nacht pour piano et orchestre, Ukrainische Ouvertüre et Zwischen Ebbe und Flut (sous-titre : Nordsee-Skizze).

## Source de la traduction
- (de) Cet article est partiellement ou en totalité issu de l’article de Wikipédia en allemand intitulé « Franz Josef Breuer » (voir la liste des auteurs).